# لويس تشيرون
لويس تشيرون (بالفرنسية: Louis Chiron)‏ مواليد 3 أغسطس 1899 في مونت كارلو، كان سائق فورملا 1 فرنسي سابق كان قد بدأ مسيرته الاحترافية عام 1928. كان أول سباق له هو سباق الجائزة الكبرى البريطاني 1950. خاض خلال مسيرته 19 سباقاً.

## سباقات شارك فيها
- لو مان 24 ساعة
- بطولة فورمولا 3 الألمانية

## روابط خارجية
- لويس تشيرون على موقع IMDb (الإنجليزية)
- لويس تشيرون على موقع Racing-Reference.info (الإنجليزية)
- لويس تشيرون على موقع DriverDB.com (الإنجليزية)
- لويس تشيرون على موقع eWRC-results.com (الإنجليزية)